# بشير أحمد (رسام)
بشير أحمد (بالإنجليزية: Bashir Ahmed)‏ هو رسام باكستاني، ولد في 1953.